# 聖母天主教學校 (多倫多)
聖母天主教學校（英語：St. Mary Catholic Academy），前稱聖母天主教中學（St. Mary's Catholic Secondary School），是加拿大安大略省多倫多的一所天主教中學，創立於1984年。
菲沙研究所2019年對聖母天主教學校的總體評分為6.4分，在安大略省739所中學中排名第352位。聖母天主教學校最近五年的評分如下：2015年6.2分、2016年5.1分、2017年6.2分、2018年5.2分、2019年6.4分。

## 外部連結
- St. Mary Catholic Academy （页面存档备份，存于）